# Putnam County (Florida)
Das Putnam County ist ein County im Bundesstaat Florida der Vereinigten Staaten. Der Verwaltungssitz (County Seat) ist Palatka.

## Geschichte

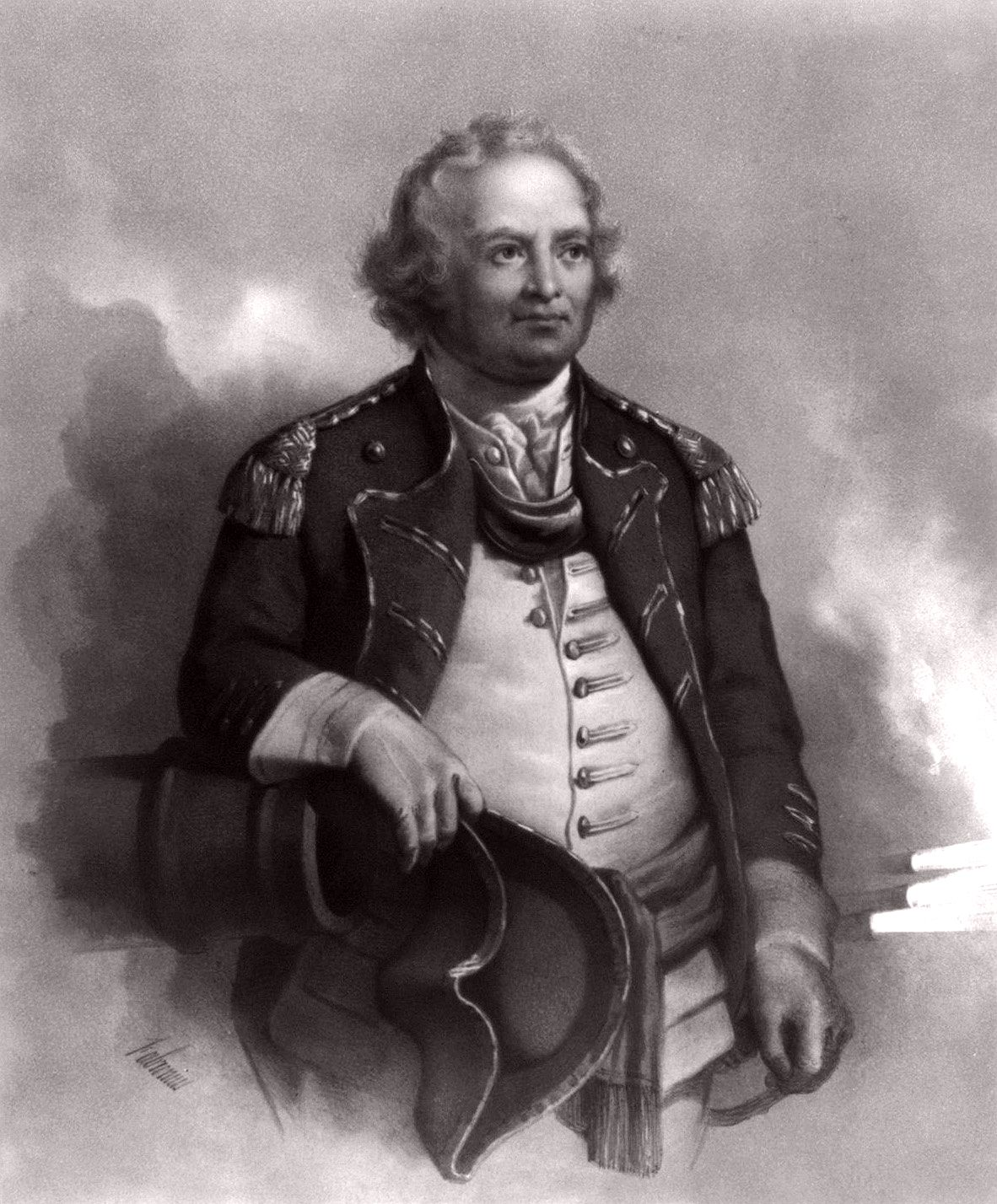
Israel Putnam

Das Putnam County wurde am 13. Januar 1849 aus Teilen des Alachua County gebildet. Nach wem es benannt wurde, ist nicht feststellbar. Es gibt dafür zwei Versionen. Die eine besagt, es wurde nach Israel Putnam benannt, einem Helden im französischen Indianerkrieg und späterem General im amerikanischen Revolutionskrieg. Die zweite Version besagt, dass es nach Benjamin A. Putnam benannt wurde, einem Lokalpolitiker in Florida und Offizier im Ersten Seminolenkrieg.

## Geographie
Das County hat eine Fläche von 2142 Quadratkilometern, wovon 273 Quadratkilometer Wasserfläche sind. Es grenzt im Uhrzeigersinn an folgende Countys: St. Johns County, Flagler County, Volusia County, Marion County, Alachua County und Clay County.

## Demografische Daten

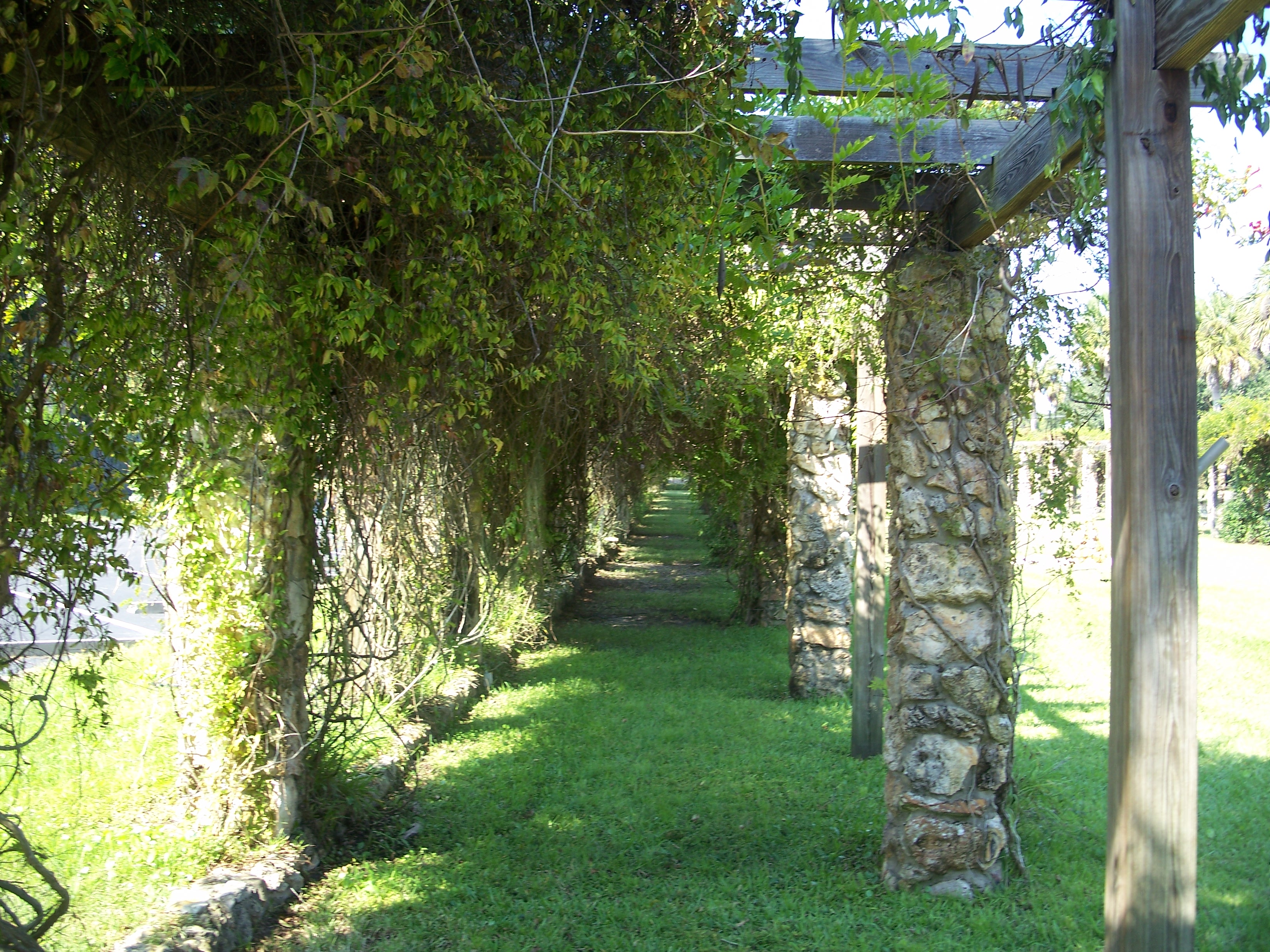
Ravine Gardens State Park

Nach der Volkszählung im Jahr 2010 lebten im Putnam County 74.364 Menschen in 37.208 Haushalten. Die Bevölkerungsdichte betrug 39,8 Einwohner pro Quadratkilometer. Ethnisch betrachtet setzte sich die Bevölkerung zusammen aus 77,3 % Weißen, 16,2 % Afroamerikanern, 0,5 % Indianern und 0,6 % Asian Americans. 3,7 % waren Angehörige anderer Ethnien und 1,7 % verschiedener Ethnien. 9,0 % der Bevölkerung bestand aus Hispanics oder Latinos.
Im Jahr 2010 lebten in 29,2 % aller Haushalte Kinder unter 18 Jahren sowie 34,9 % aller Haushalte Personen mit mindestens 65 Jahren. 67,1 % der Haushalte waren Familienhaushalte (bestehend aus verheirateten Paaren mit oder ohne Nachkommen bzw. einem Elternteil mit Nachkomme). Die durchschnittliche Größe eines Haushalts lag bei 2,48 Personen und die durchschnittliche Familiengröße bei 2,97 Personen.
25,3 % der Bevölkerung waren jünger als 20 Jahre, 21,1 % waren 20 bis 39 Jahre alt, 27,6 % waren 40 bis 59 Jahre alt und 26,0 % waren mindestens 60 Jahre alt. Das mittlere Alter betrug 43 Jahre. 49,6 % der Bevölkerung waren männlich und 50,4 % weiblich.
Das jährliche Durchschnittseinkommen eines Haushalts betrug 34.429 USD, dabei lebten 25,5 % der Bevölkerung unter der Armutsgrenze.
Im Jahr 2010 war englisch die Muttersprache von 91,34 % der Bevölkerung, spanisch sprachen 7,40 % und 1,23 % hatten eine andere Muttersprache.

## Kultur und Sehenswürdigkeiten

Bronson-Mulholland House in Palatka (2007). Diese Residenz entstand 1854 und diente dem Bundesrichter und Politiker Isaac H. Bronson als Haus. Danach gab es mehrere Besitzerwechsel, unter anderem fungierte das Gebäude eine Zeit lang als Schule. Im Dezember 1972 wurde das Bronson-Mulholland House als erstes Objekt im County in das NRHP eingetragen.

19 Bauwerke, Stätten und Historic Districts („historische Bezirke“) im Putnam County sind im National Register of Historic Places („Nationales Verzeichnis historischer Orte“; NRHP) eingetragen (Stand 16. Februar 2023), darunter zwei Kirchen, ein Hotel und eine archäologische Fundstätte.

## Weiterführende Bildungseinrichtungen
- St. Johns River Community College in Palatka

## Orte im Putnam County
Orte im Putnam County mit Einwohnerzahlen der Volkszählung von 2010:
Cities:
- Crescent City – 1.577 Einwohner
- Palatka (County Seat) – 10.558 Einwohner

Towns:
- Interlachen – 1.403 Einwohner
- Pomona Park – 912 Einwohner
- Welaka – 701 Einwohner

Census-designated place:
- East Palatka – 1.654 Einwohner